# Unicodeblock Lateinisch, erweitert-B
Der Unicodeblock Lateinisch, erweitert-B (Latin Extended-B, U+0180 bis U+024F) enthält lateinische Buchstaben, die nicht in ISO 8859 und ISO 6937 enthalten sind, also vor allem Sonderzeichen für außereuropäische Sprachen, z. B. in den anderen Blöcken nicht enthaltene Buchstaben des Afrika-Alphabets.

## Tabelle
| Unicodenummer | Zeichen (400 %) | Kategorie                                        | Bidirektionale Klasse | Offizielle Bezeichnung                                | Beschreibung                                                           |
| ------------- | --------------- | ------------------------------------------------ | --------------------- | ----------------------------------------------------- | ---------------------------------------------------------------------- |
| U+0180 (384)  | ƀ               | Kleinbuchstabe                                   | links nach rechts     | LATIN SMALL LETTER B WITH STROKE                      | Lateinischer Kleinbuchstabe B mit Querstrich                           |
| U+0181 (385)  | Ɓ               | Großbuchstabe                                    | links nach rechts     | LATIN CAPITAL LETTER B WITH HOOK                      | Lateinischer Großbuchstabe B mit Haken                                 |
| U+0182 (386)  | Ƃ               | Großbuchstabe                                    | links nach rechts     | LATIN CAPITAL LETTER B WITH TOPBAR                    | Lateinischer Großbuchstabe B mit oberem Balken                         |
| U+0183 (387)  | ƃ               | Kleinbuchstabe                                   | links nach rechts     | LATIN SMALL LETTER B WITH TOPBAR                      | Lateinischer Kleinbuchstabe B mit oberem Balken                        |
| U+0184 (388)  | Ƅ               | Großbuchstabe                                    | links nach rechts     | LATIN CAPITAL LETTER TONE SIX                         | Lateinisches großes Lautzeichen Sechs                                  |
| U+0185 (389)  | ƅ               | Kleinbuchstabe                                   | links nach rechts     | LATIN SMALL LETTER TONE SIX                           | Lateinisches kleines Lautzeichen Sechs                                 |
| U+0186 (390)  | Ɔ               | Großbuchstabe                                    | links nach rechts     | LATIN CAPITAL LETTER OPEN O                           | Lateinischer Großbuchstabe offenes O                                   |
| U+0187 (391)  | Ƈ               | Großbuchstabe                                    | links nach rechts     | LATIN CAPITAL LETTER C WITH HOOK                      | Lateinischer Großbuchstabe C mit Haken                                 |
| U+0188 (392)  | ƈ               | Kleinbuchstabe                                   | links nach rechts     | LATIN SMALL LETTER C WITH HOOK                        | Lateinischer Kleinbuchstabe C mit Haken                                |
| U+0189 (393)  | Ɖ               | Großbuchstabe                                    | links nach rechts     | LATIN CAPITAL LETTER AFRICAN D                        | Lateinischer Großbuchstabe afrikanisches D                             |
| U+018A (394)  | Ɗ               | Großbuchstabe                                    | links nach rechts     | LATIN CAPITAL LETTER D WITH HOOK                      | Lateinischer Großbuchstabe D mit Haken                                 |
| U+018B (395)  | Ƌ               | Großbuchstabe                                    | links nach rechts     | LATIN CAPITAL LETTER D WITH TOPBAR                    | Lateinischer Großbuchstabe D mit oberem Balken                         |
| U+018C (396)  | ƌ               | Kleinbuchstabe                                   | links nach rechts     | LATIN SMALL LETTER D WITH TOPBAR                      | Lateinischer Kleinbuchstabe D mit oberem Balken                        |
| U+018D (397)  | ƍ               | Kleinbuchstabe                                   | links nach rechts     | LATIN SMALL LETTER TURNED DELTA                       | Lateinischer Kleinbuchstabe gedrehtes Delta                            |
| U+018E (398)  | Ǝ               | Großbuchstabe                                    | links nach rechts     | LATIN CAPITAL LETTER REVERSED E                       | Lateinischer Großbuchstabe gespiegeltes E                              |
| U+018F (399)  | Ə               | Großbuchstabe                                    | links nach rechts     | LATIN CAPITAL LETTER SCHWA                            | Lateinischer Großbuchstabe Schwa                                       |
| U+0190 (400)  | Ɛ               | Großbuchstabe                                    | links nach rechts     | LATIN CAPITAL LETTER OPEN E                           | Lateinischer Großbuchstabe offenes E                                   |
| U+0191 (401)  | Ƒ               | Großbuchstabe                                    | links nach rechts     | LATIN CAPITAL LETTER F WITH HOOK                      | Lateinischer Großbuchstabe F mit Haken                                 |
| U+0192 (402)  | ƒ               | Kleinbuchstabe                                   | links nach rechts     | LATIN SMALL LETTER F WITH HOOK                        | Lateinischer Kleinbuchstabe F mit Haken                                |
| U+0193 (403)  | Ɠ               | Großbuchstabe                                    | links nach rechts     | LATIN CAPITAL LETTER G WITH HOOK                      | Lateinischer Großbuchstabe G mit Haken                                 |
| U+0194 (404)  | Ɣ               | Großbuchstabe                                    | links nach rechts     | LATIN CAPITAL LETTER GAMMA                            | Lateinischer Großbuchstabe Gamma                                       |
| U+0195 (405)  | ƕ               | Kleinbuchstabe                                   | links nach rechts     | LATIN SMALL LETTER HV                                 | Lateinischer Kleinbuchstabe Hv                                         |
| U+0196 (406)  | Ɩ               | Großbuchstabe                                    | links nach rechts     | LATIN CAPITAL LETTER IOTA                             | Lateinischer Großbuchstabe Iota                                        |
| U+0197 (407)  | Ɨ               | Großbuchstabe                                    | links nach rechts     | LATIN CAPITAL LETTER I WITH STROKE                    | Lateinischer Großbuchstabe I mit Querstrich                            |
| U+0198 (408)  | Ƙ               | Großbuchstabe                                    | links nach rechts     | LATIN CAPITAL LETTER K WITH HOOK                      | Lateinischer Großbuchstabe K mit Haken                                 |
| U+0199 (409)  | ƙ               | Kleinbuchstabe                                   | links nach rechts     | LATIN SMALL LETTER K WITH HOOK                        | Lateinischer Kleinbuchstabe K mit Haken                                |
| U+019A (410)  | ƚ               | Kleinbuchstabe                                   | links nach rechts     | LATIN SMALL LETTER L WITH BAR                         | Lateinischer Kleinbuchstabe L mit Querstrich                           |
| U+019B (411)  | ƛ               | Kleinbuchstabe                                   | links nach rechts     | LATIN SMALL LETTER LAMBDA WITH STROKE                 | Lateinischer Kleinbuchstabe Lambda mit Querstrich                      |
| U+019C (412)  | Ɯ               | Großbuchstabe                                    | links nach rechts     | LATIN CAPITAL LETTER TURNED M                         | Lateinischer Großbuchstabe gedrehtes M                                 |
| U+019D (413)  | Ɲ               | Großbuchstabe                                    | links nach rechts     | LATIN CAPITAL LETTER N WITH LEFT HOOK                 | Lateinischer Großbuchstabe N mit Haken links                           |
| U+019E (414)  | ƞ               | Kleinbuchstabe                                   | links nach rechts     | LATIN SMALL LETTER N WITH LONG RIGHT LEG              | Lateinischer Kleinbuchstabe N mit langem rechtem Bein                  |
| U+019F (415)  | Ɵ               | Großbuchstabe                                    | links nach rechts     | LATIN CAPITAL LETTER O WITH MIDDLE TILDE              | Lateinischer Großbuchstabe O mit mittlerer Tilde                       |
| U+01A0 (416)  | Ơ               | Großbuchstabe                                    | links nach rechts     | LATIN CAPITAL LETTER O WITH HORN                      | Lateinischer Großbuchstabe O mit Horn                                  |
| U+01A1 (417)  | ơ               | Kleinbuchstabe                                   | links nach rechts     | LATIN SMALL LETTER O WITH HORN                        | Lateinischer Kleinbuchstabe O mit Horn                                 |
| U+01A2 (418)  | Ƣ               | Großbuchstabe                                    | links nach rechts     | LATIN CAPITAL LETTER OI                               | Lateinischer Großbuchstabe Oi                                          |
| U+01A3 (419)  | ƣ               | Kleinbuchstabe                                   | links nach rechts     | LATIN SMALL LETTER OI                                 | Lateinischer Kleinbuchstabe Oi                                         |
| U+01A4 (420)  | Ƥ               | Großbuchstabe                                    | links nach rechts     | LATIN CAPITAL LETTER P WITH HOOK                      | Lateinischer Großbuchstabe P mit Haken                                 |
| U+01A5 (421)  | ƥ               | Kleinbuchstabe                                   | links nach rechts     | LATIN SMALL LETTER P WITH HOOK                        | Lateinischer Kleinbuchstabe P mit Haken                                |
| U+01A6 (422)  | Ʀ               | Großbuchstabe                                    | links nach rechts     | LATIN LETTER YR                                       | Lateinischer Buchstabe Yr                                              |
| U+01A7 (423)  | Ƨ               | Großbuchstabe                                    | links nach rechts     | LATIN CAPITAL LETTER TONE TWO                         | Lateinisches großes Lautzeichen Zwei                                   |
| U+01A8 (424)  | ƨ               | Kleinbuchstabe                                   | links nach rechts     | LATIN SMALL LETTER TONE TWO                           | Lateinisches kleines Lautzeichen Zwei                                  |
| U+01A9 (425)  | Ʃ               | Großbuchstabe                                    | links nach rechts     | LATIN CAPITAL LETTER ESH                              | Lateinischer Großbuchstabe Esh                                         |
| U+01AA (426)  | ƪ               | Kleinbuchstabe                                   | links nach rechts     | LATIN LETTER REVERSED ESH LOOP                        | Lateinischer Buchstabe gespiegeltes Esh schleifend                     |
| U+01AB (427)  | ƫ               | Kleinbuchstabe                                   | links nach rechts     | LATIN SMALL LETTER T WITH PALATAL HOOK                | Lateinischer Kleinbuchstabe T mit Palatalhaken                         |
| U+01AC (428)  | Ƭ               | Großbuchstabe                                    | links nach rechts     | LATIN CAPITAL LETTER T WITH HOOK                      | Lateinischer Großbuchstabe T mit Haken                                 |
| U+01AD (429)  | ƭ               | Kleinbuchstabe                                   | links nach rechts     | LATIN SMALL LETTER T WITH HOOK                        | Lateinischer Kleinbuchstabe T mit Haken                                |
| U+01AE (430)  | Ʈ               | Großbuchstabe                                    | links nach rechts     | LATIN CAPITAL LETTER T WITH RETROFLEX HOOK            | Lateinischer Großbuchstabe T mit Retroflexhaken                        |
| U+01AF (431)  | Ư               | Großbuchstabe                                    | links nach rechts     | LATIN CAPITAL LETTER U WITH HORN                      | Lateinischer Großbuchstabe U mit Horn                                  |
| U+01B0 (432)  | ư               | Kleinbuchstabe                                   | links nach rechts     | LATIN SMALL LETTER U WITH HORN                        | Lateinischer Kleinbuchstabe U mit Horn                                 |
| U+01B1 (433)  | Ʊ               | Großbuchstabe                                    | links nach rechts     | LATIN CAPITAL LETTER UPSILON                          | Lateinischer Großbuchstabe Upsilon                                     |
| U+01B2 (434)  | Ʋ               | Großbuchstabe                                    | links nach rechts     | LATIN CAPITAL LETTER V WITH HOOK                      | Lateinischer Großbuchstabe V mit Haken                                 |
| U+01B3 (435)  | Ƴ               | Großbuchstabe                                    | links nach rechts     | LATIN CAPITAL LETTER Y WITH HOOK                      | Lateinischer Großbuchstabe Y mit Haken                                 |
| U+01B4 (436)  | ƴ               | Kleinbuchstabe                                   | links nach rechts     | LATIN SMALL LETTER Y WITH HOOK                        | Lateinischer Kleinbuchstabe Y mit Haken                                |
| U+01B5 (437)  | Ƶ               | Großbuchstabe                                    | links nach rechts     | LATIN CAPITAL LETTER Z WITH STROKE                    | Lateinischer Großbuchstabe Z mit Querstrich                            |
| U+01B6 (438)  | ƶ               | Kleinbuchstabe                                   | links nach rechts     | LATIN SMALL LETTER Z WITH STROKE                      | Lateinischer Kleinbuchstabe Z mit Querstrich                           |
| U+01B7 (439)  | Ʒ               | Großbuchstabe                                    | links nach rechts     | LATIN CAPITAL LETTER EZH                              | Lateinischer Großbuchstabe Ezh                                         |
| U+01B8 (440)  | Ƹ               | Großbuchstabe                                    | links nach rechts     | LATIN CAPITAL LETTER EZH REVERSED                     | Lateinischer Großbuchstabe Ezh gespiegelt                              |
| U+01B9 (441)  | ƹ               | Kleinbuchstabe                                   | links nach rechts     | LATIN SMALL LETTER EZH REVERSED                       | Lateinischer Kleinbuchstabe Ezh gespiegelt                             |
| U+01BA (442)  | ƺ               | Kleinbuchstabe                                   | links nach rechts     | LATIN SMALL LETTER EZH WITH TAIL                      | Lateinischer Kleinbuchstabe Ezh und Schwanz                            |
| U+01BB (443)  | ƻ               | anderer Buchstabe, Silbe oder Ideogramm          | links nach rechts     | LATIN LETTER TWO WITH STROKE                          | Lateinischer Buchstabe 2 mit Querstrich                                |
| U+01BC (444)  | Ƽ               | Großbuchstabe                                    | links nach rechts     | LATIN CAPITAL LETTER TONE FIVE                        | Lateinisches großes Lautzeichen Fünf                                   |
| U+01BD (445)  | ƽ               | Kleinbuchstabe                                   | links nach rechts     | LATIN SMALL LETTER TONE FIVE                          | Lateinisches kleines Lautzeichen Fünf                                  |
| U+01BE (446)  | ƾ               | Kleinbuchstabe                                   | links nach rechts     | LATIN LETTER INVERTED GLOTTAL STOP WITH STROKE        | Lateinischer Buchstabe Ligatur von t und s                             |
| U+01BF (447)  | ƿ               | Kleinbuchstabe                                   | links nach rechts     | LATIN LETTER WYNN                                     | Lateinischer Buchstabe Wynn                                            |
| U+01C0 (448)  | ǀ               | anderer Buchstabe, Silbe oder Ideogramm          | links nach rechts     | LATIN LETTER DENTAL CLICK                             | Lateinischer Buchstabe dentaler Klick                                  |
| U+01C1 (449)  | ǁ               | anderer Buchstabe, Silbe oder Ideogramm          | links nach rechts     | LATIN LETTER LATERAL CLICK                            | Lateinischer Buchstabe lateraler Klick                                 |
| U+01C2 (450)  | ǂ               | anderer Buchstabe, Silbe oder Ideogramm          | links nach rechts     | LATIN LETTER ALVEOLAR CLICK                           | Lateinischer Buchstabe alveolarer Klick                                |
| U+01C3 (451)  | ǃ               | anderer Buchstabe, Silbe oder Ideogramm          | links nach rechts     | LATIN LETTER RETROFLEX CLICK                          | Lateinischer Buchstabe retroflexer Klick                               |
| U+01C4 (452)  | Ǆ               | Großbuchstabe                                    | links nach rechts     | LATIN CAPITAL LETTER DZ WITH CARON                    | Lateinischer Großbuchstabe DZ-Digraph mit Hatschek                     |
| U+01C5 (453)  | ǅ               | Titelbuchstabe (Doppelbuchstabe, der erste groß) | links nach rechts     | LATIN CAPITAL LETTER D WITH SMALL LETTER Z WITH CARON | Lateinischer Großbuchstabe Digraph D mit Kleinbuchstabe z mit Hatschek |
| U+01C6 (454)  | ǆ               | Kleinbuchstabe                                   | links nach rechts     | LATIN SMALL LETTER DZ WITH CARON                      | Lateinischer Kleinbuchstabe dz-Digraph mit Hatschek                    |
| U+01C7 (455)  | Ǉ               | Großbuchstabe                                    | links nach rechts     | LATIN CAPITAL LETTER LJ                               | Lateinischer Großbuchstabe LJ-Digraph                                  |
| U+01C8 (456)  | ǈ               | Titelbuchstabe (Doppelbuchstabe, der erste groß) | links nach rechts     | LATIN CAPITAL LETTER L WITH SMALL LETTER J            | Lateinischer Großbuchstabe Digraph L mit Kleinbuchstabe J              |
| U+01C9 (457)  | ǉ               | Kleinbuchstabe                                   | links nach rechts     | LATIN SMALL LETTER LJ                                 | Lateinischer Kleinbuchstabe lj-Digraph                                 |
| U+01CA (458)  | Ǌ               | Großbuchstabe                                    | links nach rechts     | LATIN CAPITAL LETTER NJ                               | Lateinischer Großbuchstabe NJ-Digraph                                  |
| U+01CB (459)  | ǋ               | Titelbuchstabe (Doppelbuchstabe, der erste groß) | links nach rechts     | LATIN CAPITAL LETTER N WITH SMALL LETTER J            | Lateinischer Großbuchstabe Digraph N mit Kleinbuchstabe j              |
| U+01CC (460)  | ǌ               | Kleinbuchstabe                                   | links nach rechts     | LATIN SMALL LETTER NJ                                 | Lateinischer Kleinbuchstabe nj-Digraph                                 |
| U+01CD (461)  | Ǎ               | Großbuchstabe                                    | links nach rechts     | LATIN CAPITAL LETTER A WITH CARON                     | Lateinischer Großbuchstabe A mit Hatschek                              |
| U+01CE (462)  | ǎ               | Kleinbuchstabe                                   | links nach rechts     | LATIN SMALL LETTER A WITH CARON                       | Lateinischer Kleinbuchstabe A mit Hatschek                             |
| U+01CF (463)  | Ǐ               | Großbuchstabe                                    | links nach rechts     | LATIN CAPITAL LETTER I WITH CARON                     | Lateinischer Großbuchstabe I mit Hatschek                              |
| U+01D0 (464)  | ǐ               | Kleinbuchstabe                                   | links nach rechts     | LATIN SMALL LETTER I WITH CARON                       | Lateinischer Kleinbuchstabe I mit Hatschek                             |
| U+01D1 (465)  | Ǒ               | Großbuchstabe                                    | links nach rechts     | LATIN CAPITAL LETTER O WITH CARON                     | Lateinischer Großbuchstabe O mit Hatschek                              |
| U+01D2 (466)  | ǒ               | Kleinbuchstabe                                   | links nach rechts     | LATIN SMALL LETTER O WITH CARON                       | Lateinischer Kleinbuchstabe O mit Hatschek                             |
| U+01D3 (467)  | Ǔ               | Großbuchstabe                                    | links nach rechts     | LATIN CAPITAL LETTER U WITH CARON                     | Lateinischer Großbuchstabe U mit Hatschek                              |
| U+01D4 (468)  | ǔ               | Kleinbuchstabe                                   | links nach rechts     | LATIN SMALL LETTER U WITH CARON                       | Lateinischer Kleinbuchstabe U mit Hatschek                             |
| U+01D5 (469)  | Ǖ               | Großbuchstabe                                    | links nach rechts     | LATIN CAPITAL LETTER U WITH DIAERESIS AND MACRON      | Lateinischer Großbuchstabe U mit Trema und Makron                      |
| U+01D6 (470)  | ǖ               | Kleinbuchstabe                                   | links nach rechts     | LATIN SMALL LETTER U WITH DIAERESIS AND MACRON        | Lateinischer Kleinbuchstabe U mit Trema und Makron                     |
| U+01D7 (471)  | Ǘ               | Großbuchstabe                                    | links nach rechts     | LATIN CAPITAL LETTER U WITH DIAERESIS AND ACUTE       | Lateinischer Großbuchstabe U mit Trema und Akut                        |
| U+01D8 (472)  | ǘ               | Kleinbuchstabe                                   | links nach rechts     | LATIN SMALL LETTER U WITH DIAERESIS AND ACUTE         | Lateinischer Kleinbuchstabe U mit Trema und Akut                       |
| U+01D9 (473)  | Ǚ               | Großbuchstabe                                    | links nach rechts     | LATIN CAPITAL LETTER U WITH DIAERESIS AND CARON       | Lateinischer Großbuchstabe U mit Trema und Hatschek                    |
| U+01DA (474)  | ǚ               | Kleinbuchstabe                                   | links nach rechts     | LATIN SMALL LETTER U WITH DIAERESIS AND CARON         | Lateinischer Kleinbuchstabe U mit Trema und Hatschek                   |
| U+01DB (475)  | Ǜ               | Großbuchstabe                                    | links nach rechts     | LATIN CAPITAL LETTER U WITH DIAERESIS AND GRAVE       | Lateinischer Großbuchstabe U mit Trema und Gravis                      |
| U+01DC (476)  | ǜ               | Kleinbuchstabe                                   | links nach rechts     | LATIN SMALL LETTER U WITH DIAERESIS AND GRAVE         | Lateinischer Kleinbuchstabe U mit Trema und Gravis                     |
| U+01DD (477)  | ǝ               | Kleinbuchstabe                                   | links nach rechts     | LATIN SMALL LETTER TURNED E                           | Lateinischer Kleinbuchstabe gedrehtes E                                |
| U+01DE (478)  | Ǟ               | Großbuchstabe                                    | links nach rechts     | LATIN CAPITAL LETTER A WITH DIAERESIS AND MACRON      | Lateinischer Großbuchstabe A mit Trema und Makron                      |
| U+01DF (479)  | ǟ               | Kleinbuchstabe                                   | links nach rechts     | LATIN SMALL LETTER A WITH DIAERESIS AND MACRON        | Lateinischer Kleinbuchstabe A mit Trema und Makron                     |
| U+01E0 (480)  | Ǡ               | Großbuchstabe                                    | links nach rechts     | LATIN CAPITAL LETTER A WITH DOT ABOVE AND MACRON      | Lateinischer Großbuchstabe A mit Punkt und Makron                      |
| U+01E1 (481)  | ǡ               | Kleinbuchstabe                                   | links nach rechts     | LATIN SMALL LETTER A WITH DOT ABOVE AND MACRON        | Lateinischer Kleinbuchstabe A mit Punkt und Makron                     |
| U+01E2 (482)  | Ǣ               | Großbuchstabe                                    | links nach rechts     | LATIN CAPITAL LETTER AE WITH MACRON                   | Lateinischer Großbuchstabe AE-Ligatur mit Makron                       |
| U+01E3 (483)  | ǣ               | Kleinbuchstabe                                   | links nach rechts     | LATIN SMALL LETTER AE WITH MACRON                     | Lateinischer Kleinbuchstabe ae-Ligatur mit Makron                      |
| U+01E4 (484)  | Ǥ               | Großbuchstabe                                    | links nach rechts     | LATIN CAPITAL LETTER G WITH STROKE                    | Lateinischer Großbuchstabe G mit Querstrich                            |
| U+01E5 (485)  | ǥ               | Kleinbuchstabe                                   | links nach rechts     | LATIN SMALL LETTER G WITH STROKE                      | Lateinischer Kleinbuchstabe G mit Querstrich                           |
| U+01E6 (486)  | Ǧ               | Großbuchstabe                                    | links nach rechts     | LATIN CAPITAL LETTER G WITH CARON                     | Lateinischer Großbuchstabe G mit Hatschek                              |
| U+01E7 (487)  | ǧ               | Kleinbuchstabe                                   | links nach rechts     | LATIN SMALL LETTER G WITH CARON                       | Lateinischer Kleinbuchstabe G mit Hatschek                             |
| U+01E8 (488)  | Ǩ               | Großbuchstabe                                    | links nach rechts     | LATIN CAPITAL LETTER K WITH CARON                     | Lateinischer Großbuchstabe K mit Hatschek                              |
| U+01E9 (489)  | ǩ               | Kleinbuchstabe                                   | links nach rechts     | LATIN SMALL LETTER K WITH CARON                       | Lateinischer Kleinbuchstabe K mit Hatschek                             |
| U+01EA (490)  | Ǫ               | Großbuchstabe                                    | links nach rechts     | LATIN CAPITAL LETTER O WITH OGONEK                    | Lateinischer Großbuchstabe O mit Ogonek                                |
| U+01EB (491)  | ǫ               | Kleinbuchstabe                                   | links nach rechts     | LATIN SMALL LETTER O WITH OGONEK                      | Lateinischer Kleinbuchstabe O mit Ogonek                               |
| U+01EC (492)  | Ǭ               | Großbuchstabe                                    | links nach rechts     | LATIN CAPITAL LETTER O WITH OGONEK AND MACRON         | Lateinischer Großbuchstabe O mit Ogonek und Makron                     |
| U+01ED (493)  | ǭ               | Kleinbuchstabe                                   | links nach rechts     | LATIN SMALL LETTER O WITH OGONEK AND MACRON           | Lateinischer Kleinbuchstabe O mit Ogonek und Makron                    |
| U+01EE (494)  | Ǯ               | Großbuchstabe                                    | links nach rechts     | LATIN CAPITAL LETTER EZH WITH CARON                   | Lateinischer Großbuchstabe Ezh mit Hatschek                            |
| U+01EF (495)  | ǯ               | Kleinbuchstabe                                   | links nach rechts     | LATIN SMALL LETTER EZH WITH CARON                     | Lateinischer Kleinbuchstabe Ezh mit Hatschek                           |
| U+01F0 (496)  | ǰ               | Kleinbuchstabe                                   | links nach rechts     | LATIN SMALL LETTER J WITH CARON                       | Lateinischer Kleinbuchstabe J mit Hatschek                             |
| U+01F1 (497)  | Ǳ               | Großbuchstabe                                    | links nach rechts     | LATIN CAPITAL LETTER DZ                               | Lateinischer Großbuchstabe DZ-Digraph                                  |
| U+01F2 (498)  | ǲ               | Titelbuchstabe (Doppelbuchstabe, der erste groß) | links nach rechts     | LATIN CAPITAL LETTER D WITH SMALL LETTER Z            | Lateinischer Großbuchstabe Digraph D mit Kleinbuchstabe z              |
| U+01F3 (499)  | ǳ               | Kleinbuchstabe                                   | links nach rechts     | LATIN SMALL LETTER DZ                                 | Lateinischer Kleinbuchstabe dz-Digraph                                 |
| U+01F4 (500)  | Ǵ               | Großbuchstabe                                    | links nach rechts     | LATIN CAPITAL LETTER G WITH ACUTE                     | Lateinischer Großbuchstabe G mit Akut                                  |
| U+01F5 (501)  | ǵ               | Kleinbuchstabe                                   | links nach rechts     | LATIN SMALL LETTER G WITH ACUTE                       | Lateinischer Kleinbuchstabe G mit Akut                                 |
| U+01F6 (502)  | Ƕ               | Großbuchstabe                                    | links nach rechts     | LATIN CAPITAL LETTER HWAIR                            | Lateinischer Großbuchstabe Hwair                                       |
| U+01F7 (503)  | Ƿ               | Großbuchstabe                                    | links nach rechts     | LATIN CAPITAL LETTER WYNN                             | Lateinischer Großbuchstabe Wynn                                        |
| U+01F8 (504)  | Ǹ               | Großbuchstabe                                    | links nach rechts     | LATIN CAPITAL LETTER N WITH GRAVE                     | Lateinischer Großbuchstabe N mit Gravis                                |
| U+01F9 (505)  | ǹ               | Kleinbuchstabe                                   | links nach rechts     | LATIN SMALL LETTER N WITH GRAVE                       | Lateinischer Kleinbuchstabe N mit Gravis                               |
| U+01FA (506)  | Ǻ               | Großbuchstabe                                    | links nach rechts     | LATIN CAPITAL LETTER A WITH RING ABOVE AND ACUTE      | Lateinischer Großbuchstabe A mit Ring und Akut                         |
| U+01FB (507)  | ǻ               | Kleinbuchstabe                                   | links nach rechts     | LATIN SMALL LETTER A WITH RING ABOVE AND ACUTE        | Lateinischer Kleinbuchstabe A mit Ring und Akut                        |
| U+01FC (508)  | Ǽ               | Großbuchstabe                                    | links nach rechts     | LATIN CAPITAL LETTER AE WITH ACUTE                    | Lateinischer Großbuchstabe AE-Ligatur mit Akut                         |
| U+01FD (509)  | ǽ               | Kleinbuchstabe                                   | links nach rechts     | LATIN SMALL LETTER AE WITH ACUTE                      | Lateinischer Kleinbuchstabe ae-Ligatur mit Akut                        |
| U+01FE (510)  | Ǿ               | Großbuchstabe                                    | links nach rechts     | LATIN CAPITAL LETTER O WITH STROKE AND ACUTE          | Lateinischer Großbuchstabe durchgestrichenes O mit Akut                |
| U+01FF (511)  | ǿ               | Kleinbuchstabe                                   | links nach rechts     | LATIN SMALL LETTER O WITH STROKE AND ACUTE            | Lateinischer Kleinbuchstabe durchgestrichenes O mit Akut               |
| U+0200 (512)  | Ȁ               | Großbuchstabe                                    | links nach rechts     | LATIN CAPITAL LETTER A WITH DOUBLE GRAVE              | Lateinischer Großbuchstabe A mit Doppelgravis                          |
| U+0201 (513)  | ȁ               | Kleinbuchstabe                                   | links nach rechts     | LATIN SMALL LETTER A WITH DOUBLE GRAVE                | Lateinischer Kleinbuchstabe A mit Doppelgravis                         |
| U+0202 (514)  | Ȃ               | Großbuchstabe                                    | links nach rechts     | LATIN CAPITAL LETTER A WITH INVERTED BREVE            | Lateinischer Großbuchstabe A mit gedrehtem Breve                       |
| U+0203 (515)  | ȃ               | Kleinbuchstabe                                   | links nach rechts     | LATIN SMALL LETTER A WITH INVERTED BREVE              | Lateinischer Kleinbuchstabe A mit gedrehtem Breve                      |
| U+0204 (516)  | Ȅ               | Großbuchstabe                                    | links nach rechts     | LATIN CAPITAL LETTER E WITH DOUBLE GRAVE              | Lateinischer Großbuchstabe E mit Doppelgravis                          |
| U+0205 (517)  | ȅ               | Kleinbuchstabe                                   | links nach rechts     | LATIN SMALL LETTER E WITH DOUBLE GRAVE                | Lateinischer Kleinbuchstabe E mit Doppelgravis                         |
| U+0206 (518)  | Ȇ               | Großbuchstabe                                    | links nach rechts     | LATIN CAPITAL LETTER E WITH INVERTED BREVE            | Lateinischer Großbuchstabe E mit gedrehtem Breve                       |
| U+0207 (519)  | ȇ               | Kleinbuchstabe                                   | links nach rechts     | LATIN SMALL LETTER E WITH INVERTED BREVE              | Lateinischer Kleinbuchstabe E mit gedrehtem Breve                      |
| U+0208 (520)  | Ȉ               | Großbuchstabe                                    | links nach rechts     | LATIN CAPITAL LETTER I WITH DOUBLE GRAVE              | Lateinischer Großbuchstabe I mit Doppelgravis                          |
| U+0209 (521)  | ȉ               | Kleinbuchstabe                                   | links nach rechts     | LATIN SMALL LETTER I WITH DOUBLE GRAVE                | Lateinischer Kleinbuchstabe I mit Doppelgravis                         |
| U+020A (522)  | Ȋ               | Großbuchstabe                                    | links nach rechts     | LATIN CAPITAL LETTER I WITH INVERTED BREVE            | Lateinischer Großbuchstabe I mit gedrehtem Breve                       |
| U+020B (523)  | ȋ               | Kleinbuchstabe                                   | links nach rechts     | LATIN SMALL LETTER I WITH INVERTED BREVE              | Lateinischer Kleinbuchstabe I mit gedrehtem Breve                      |
| U+020C (524)  | Ȍ               | Großbuchstabe                                    | links nach rechts     | LATIN CAPITAL LETTER O WITH DOUBLE GRAVE              | Lateinischer Großbuchstabe O mit Doppelgravis                          |
| U+020D (525)  | ȍ               | Kleinbuchstabe                                   | links nach rechts     | LATIN SMALL LETTER O WITH DOUBLE GRAVE                | Lateinischer Kleinbuchstabe O mit Doppelgravis                         |
| U+020E (526)  | Ȏ               | Großbuchstabe                                    | links nach rechts     | LATIN CAPITAL LETTER O WITH INVERTED BREVE            | Lateinischer Großbuchstabe O mit gedrehtem Breve                       |
| U+020F (527)  | ȏ               | Kleinbuchstabe                                   | links nach rechts     | LATIN SMALL LETTER O WITH INVERTED BREVE              | Lateinischer Kleinbuchstabe O mit gedrehtem Breve                      |
| U+0210 (528)  | Ȑ               | Großbuchstabe                                    | links nach rechts     | LATIN CAPITAL LETTER R WITH DOUBLE GRAVE              | Lateinischer Großbuchstabe R mit Doppelgravis                          |
| U+0211 (529)  | ȑ               | Kleinbuchstabe                                   | links nach rechts     | LATIN SMALL LETTER R WITH DOUBLE GRAVE                | Lateinischer Kleinbuchstabe R mit Doppelgravis                         |
| U+0212 (530)  | Ȓ               | Großbuchstabe                                    | links nach rechts     | LATIN CAPITAL LETTER R WITH INVERTED BREVE            | Lateinischer Großbuchstabe R mit gedrehtem Breve                       |
| U+0213 (531)  | ȓ               | Kleinbuchstabe                                   | links nach rechts     | LATIN SMALL LETTER R WITH INVERTED BREVE              | Lateinischer Kleinbuchstabe R mit gedrehtem Breve                      |
| U+0214 (532)  | Ȕ               | Großbuchstabe                                    | links nach rechts     | LATIN CAPITAL LETTER U WITH DOUBLE GRAVE              | Lateinischer Großbuchstabe U mit Doppelgravis                          |
| U+0215 (533)  | ȕ               | Kleinbuchstabe                                   | links nach rechts     | LATIN SMALL LETTER U WITH DOUBLE GRAVE                | Lateinischer Kleinbuchstabe U mit Doppelgravis                         |
| U+0216 (534)  | Ȗ               | Großbuchstabe                                    | links nach rechts     | LATIN CAPITAL LETTER U WITH INVERTED BREVE            | Lateinischer Großbuchstabe U mit gedrehtem Breve                       |
| U+0217 (535)  | ȗ               | Kleinbuchstabe                                   | links nach rechts     | LATIN SMALL LETTER U WITH INVERTED BREVE              | Lateinischer Kleinbuchstabe U mit gedrehtem Breve                      |
| U+0218 (536)  | Ș               | Großbuchstabe                                    | links nach rechts     | LATIN CAPITAL LETTER S WITH COMMA BELOW               | Lateinischer Großbuchstabe S mit Komma                                 |
| U+0219 (537)  | ș               | Kleinbuchstabe                                   | links nach rechts     | LATIN SMALL LETTER S WITH COMMA BELOW                 | Lateinischer Kleinbuchstabe S mit Komma                                |
| U+021A (538)  | Ț               | Großbuchstabe                                    | links nach rechts     | LATIN CAPITAL LETTER T WITH COMMA BELOW               | Lateinischer Großbuchstabe T mit Komma                                 |
| U+021B (539)  | ț               | Kleinbuchstabe                                   | links nach rechts     | LATIN SMALL LETTER T WITH COMMA BELOW                 | Lateinischer Kleinbuchstabe T mit Komma                                |
| U+021C (540)  | Ȝ               | Großbuchstabe                                    | links nach rechts     | LATIN CAPITAL LETTER YOGH                             | Lateinischer Großbuchstabe Yogh                                        |
| U+021D (541)  | ȝ               | Kleinbuchstabe                                   | links nach rechts     | LATIN SMALL LETTER YOGH                               | Lateinischer Kleinbuchstabe Yogh                                       |
| U+021E (542)  | Ȟ               | Großbuchstabe                                    | links nach rechts     | LATIN CAPITAL LETTER H WITH CARON                     | Lateinischer Großbuchstabe H mit Hatschek                              |
| U+021F (543)  | ȟ               | Kleinbuchstabe                                   | links nach rechts     | LATIN SMALL LETTER H WITH CARON                       | Lateinischer Kleinbuchstabe H mit Hatschek                             |
| U+0220 (544)  | Ƞ               | Großbuchstabe                                    | links nach rechts     | LATIN CAPITAL LETTER N WITH LONG RIGHT LEG            | Lateinischer Großbuchstabe N mit langem rechtem Bein                   |
| U+0221 (545)  | ȡ               | Kleinbuchstabe                                   | links nach rechts     | LATIN SMALL LETTER D WITH CURL                        | Lateinischer Kleinbuchstabe D mit Schleife                             |
| U+0222 (546)  | Ȣ               | Großbuchstabe                                    | links nach rechts     | LATIN CAPITAL LETTER OU                               | Lateinischer Großbuchstabe Ou                                          |
| U+0223 (547)  | ȣ               | Kleinbuchstabe                                   | links nach rechts     | LATIN SMALL LETTER OU                                 | Lateinischer Kleinbuchstabe Ou                                         |
| U+0224 (548)  | Ȥ               | Großbuchstabe                                    | links nach rechts     | LATIN CAPITAL LETTER Z WITH HOOK                      | Lateinischer Großbuchstabe Z mit Haken                                 |
| U+0225 (549)  | ȥ               | Kleinbuchstabe                                   | links nach rechts     | LATIN SMALL LETTER Z WITH HOOK                        | Lateinischer Kleinbuchstabe Z mit Haken                                |
| U+0226 (550)  | Ȧ               | Großbuchstabe                                    | links nach rechts     | LATIN CAPITAL LETTER A WITH DOT ABOVE                 | Lateinischer Großbuchstabe A mit Punkt                                 |
| U+0227 (551)  | ȧ               | Kleinbuchstabe                                   | links nach rechts     | LATIN SMALL LETTER A WITH DOT ABOVE                   | Lateinischer Kleinbuchstabe A mit Punkt                                |
| U+0228 (552)  | Ȩ               | Großbuchstabe                                    | links nach rechts     | LATIN CAPITAL LETTER E WITH CEDILLA                   | Lateinischer Großbuchstabe E mit Cedille                               |
| U+0229 (553)  | ȩ               | Kleinbuchstabe                                   | links nach rechts     | LATIN SMALL LETTER E WITH CEDILLA                     | Lateinischer Kleinbuchstabe E mit Cedille                              |
| U+022A (554)  | Ȫ               | Großbuchstabe                                    | links nach rechts     | LATIN CAPITAL LETTER O WITH DIAERESIS AND MACRON      | Lateinischer Großbuchstabe O mit Trema und Makron                      |
| U+022B (555)  | ȫ               | Kleinbuchstabe                                   | links nach rechts     | LATIN SMALL LETTER O WITH DIAERESIS AND MACRON        | Lateinischer Kleinbuchstabe O mit Trema und Makron                     |
| U+022C (556)  | Ȭ               | Großbuchstabe                                    | links nach rechts     | LATIN CAPITAL LETTER O WITH TILDE AND MACRON          | Lateinischer Großbuchstabe O mit Tilde und Makron                      |
| U+022D (557)  | ȭ               | Kleinbuchstabe                                   | links nach rechts     | LATIN SMALL LETTER O WITH TILDE AND MACRON            | Lateinischer Kleinbuchstabe O mit Tilde und Makron                     |
| U+022E (558)  | Ȯ               | Großbuchstabe                                    | links nach rechts     | LATIN CAPITAL LETTER O WITH DOT ABOVE                 | Lateinischer Großbuchstabe O mit Punkt                                 |
| U+022F (559)  | ȯ               | Kleinbuchstabe                                   | links nach rechts     | LATIN SMALL LETTER O WITH DOT ABOVE                   | Lateinischer Kleinbuchstabe O mit Punkt                                |
| U+0230 (560)  | Ȱ               | Großbuchstabe                                    | links nach rechts     | LATIN CAPITAL LETTER O WITH DOT ABOVE AND MACRON      | Lateinischer Großbuchstabe O mit Punkt und Makron                      |
| U+0231 (561)  | ȱ               | Kleinbuchstabe                                   | links nach rechts     | LATIN SMALL LETTER O WITH DOT ABOVE AND MACRON        | Lateinischer Kleinbuchstabe O mit Punkt und Makron                     |
| U+0232 (562)  | Ȳ               | Großbuchstabe                                    | links nach rechts     | LATIN CAPITAL LETTER Y WITH MACRON                    | Lateinischer Großbuchstabe Y mit Makron                                |
| U+0233 (563)  | ȳ               | Kleinbuchstabe                                   | links nach rechts     | LATIN SMALL LETTER Y WITH MACRON                      | Lateinischer Kleinbuchstabe Y mit Makron                               |
| U+0234 (564)  | ȴ               | Kleinbuchstabe                                   | links nach rechts     | LATIN SMALL LETTER L WITH CURL                        | Lateinischer Kleinbuchstabe L mit Schleife                             |
| U+0235 (565)  | ȵ               | Kleinbuchstabe                                   | links nach rechts     | LATIN SMALL LETTER N WITH CURL                        | Lateinischer Kleinbuchstabe N mit Schleife                             |
| U+0236 (566)  | ȶ               | Kleinbuchstabe                                   | links nach rechts     | LATIN SMALL LETTER T WITH CURL                        | Lateinischer Kleinbuchstabe T mit Schleife                             |
| U+0237 (567)  | ȷ               | Kleinbuchstabe                                   | links nach rechts     | LATIN SMALL LETTER DOTLESS J                          | Lateinischer Kleinbuchstabe J ohne Punkt                               |
| U+0238 (568)  | ȸ               | Kleinbuchstabe                                   | links nach rechts     | LATIN SMALL LETTER DB DIGRAPH                         | Lateinischer Kleinbuchstabe Db-Ligatur                                 |
| U+0239 (569)  | ȹ               | Kleinbuchstabe                                   | links nach rechts     | LATIN SMALL LETTER QP DIGRAPH                         | Lateinischer Kleinbuchstabe Qp-Ligatur                                 |
| U+023A (570)  | Ⱥ               | Großbuchstabe                                    | links nach rechts     | LATIN CAPITAL LETTER A WITH STROKE                    | Lateinischer Großbuchstabe A mit Schrägstrich                          |
| U+023B (571)  | Ȼ               | Großbuchstabe                                    | links nach rechts     | LATIN CAPITAL LETTER C WITH STROKE                    | Lateinischer Großbuchstabe C mit Schrägstrich                          |
| U+023C (572)  | ȼ               | Kleinbuchstabe                                   | links nach rechts     | LATIN SMALL LETTER C WITH STROKE                      | Lateinischer Kleinbuchstabe C mit Schrägstrich                         |
| U+023D (573)  | Ƚ               | Großbuchstabe                                    | links nach rechts     | LATIN CAPITAL LETTER L WITH BAR                       | Lateinischer Großbuchstabe L mit Querstrich                            |
| U+023E (574)  | Ⱦ               | Großbuchstabe                                    | links nach rechts     | LATIN CAPITAL LETTER T WITH DIAGONAL STROKE           | Lateinischer Großbuchstabe T mit Schrägstrich                          |
| U+023F (575)  | ȿ               | Kleinbuchstabe                                   | links nach rechts     | LATIN SMALL LETTER S WITH SWASH TAIL                  | Lateinischer Kleinbuchstabe S mit kunstvollem Schwanz                  |
| U+0240 (576)  | ɀ               | Kleinbuchstabe                                   | links nach rechts     | LATIN SMALL LETTER Z WITH SWASH TAIL                  | Lateinischer Kleinbuchstabe Z mit kunstvollem Schwanz                  |
| U+0241 (577)  | Ɂ               | Großbuchstabe                                    | links nach rechts     | LATIN CAPITAL LETTER GLOTTAL STOP                     | Lateinischer Großbuchstabe glottaler Plosiv                            |
| U+0242 (578)  | ɂ               | Kleinbuchstabe                                   | links nach rechts     | LATIN SMALL LETTER GLOTTAL STOP                       | Lateinischer Kleinbuchstabe glottaler Plosiv                           |
| U+0243 (579)  | Ƀ               | Großbuchstabe                                    | links nach rechts     | LATIN CAPITAL LETTER B WITH STROKE                    | Lateinischer Großbuchstabe B mit Querstrich                            |
| U+0244 (580)  | Ʉ               | Großbuchstabe                                    | links nach rechts     | LATIN CAPITAL LETTER U BAR                            | Lateinischer Großbuchstabe U mit Querstrich                            |
| U+0245 (581)  | Ʌ               | Großbuchstabe                                    | links nach rechts     | LATIN CAPITAL LETTER TURNED V                         | Lateinischer Großbuchstabe gedrehtes V                                 |
| U+0246 (582)  | Ɇ               | Großbuchstabe                                    | links nach rechts     | LATIN CAPITAL LETTER E WITH STROKE                    | Lateinischer Großbuchstabe E mit Schrägstrich                          |
| U+0247 (583)  | ɇ               | Kleinbuchstabe                                   | links nach rechts     | LATIN SMALL LETTER E WITH STROKE                      | Lateinischer Kleinbuchstabe E mit Schrägstrich                         |
| U+0248 (584)  | Ɉ               | Großbuchstabe                                    | links nach rechts     | LATIN CAPITAL LETTER J WITH STROKE                    | Lateinischer Großbuchstabe J mit Querstrich                            |
| U+0249 (585)  | ɉ               | Kleinbuchstabe                                   | links nach rechts     | LATIN SMALL LETTER J WITH STROKE                      | Lateinischer Kleinbuchstabe J mit Querstrich                           |
| U+024A (586)  | Ɋ               | Großbuchstabe                                    | links nach rechts     | LATIN CAPITAL LETTER SMALL Q WITH HOOK TAIL           | Lateinischer Großbuchstabe Q mit Hakenschwanz                          |
| U+024B (587)  | ɋ               | Kleinbuchstabe                                   | links nach rechts     | LATIN SMALL LETTER Q WITH HOOK TAIL                   | Lateinischer Kleinbuchstabe Q mit Hakenschwanz                         |
| U+024C (588)  | Ɍ               | Großbuchstabe                                    | links nach rechts     | LATIN CAPITAL LETTER R WITH STROKE                    | Lateinischer Großbuchstabe R mit Querstrich                            |
| U+024D (589)  | ɍ               | Kleinbuchstabe                                   | links nach rechts     | LATIN SMALL LETTER R WITH STROKE                      | Lateinischer Kleinbuchstabe R mit Querstrich                           |
| U+024E (590)  | Ɏ               | Großbuchstabe                                    | links nach rechts     | LATIN CAPITAL LETTER Y WITH STROKE                    | Lateinischer Großbuchstabe Y mit Querstrich                            |
| U+024F (591)  | ɏ               | Kleinbuchstabe                                   | links nach rechts     | LATIN SMALL LETTER Y WITH STROKE                      | Lateinischer Kleinbuchstabe Y mit Querstrich                           |